# (35359) 1997 SO33
(35359) 1997 SO33 est un astéroïde de la ceinture principale d'astéroïdes découvert en 1997.

## Description
(35359) 1997 SO33 a été découvert le 26 septembre 1997 à la station de Xinglong[réf. souhaitée], dans la province chinoise d'Hebei (Chine), par le Beijing Schmidt CCD Asteroid Program.

### Caractéristiques orbitales
L'orbite de cet astéroïde est caractérisée par un demi-grand axe de 2,31 ua, un périhélie de 2,04 ua, une excentricité de 0,12 et une inclinaison de 3,56° par rapport à l'écliptique. Du fait de ces caractéristiques, à savoir un demi-grand axe compris entre 2 et 3,2 ua et un périhélie supérieur à 1,666 ua, il est classé, selon la JPL Small-Body Database, comme objet de la ceinture principale d'astéroïdes.

### Caractéristiques physiques
(35359) 1997 SO33 a une magnitude absolue (H) de 15,3 et un albédo estimé à 0,238.